# 番顺县
番顺县，是中华人民共和国广东省曾经出现的县级行政单位，由顺德县和番禺县合并而成，于1958年12月建立。1959年6月，番顺县拆分成顺德县和番禺县。

## 历史
1958年，中华人民共和国掀起的“大跃进”运动。为了适应“大跃进”形势的需要，多地出现行政区域合并现象。1958年12月15日，广东省根据省委《关于撤并地（市）、县委的决定》，决定将番禺县和顺德县合并，称为“番顺县”，县城设在大良镇。番顺县县委第一书记是张穷民，县长是杨树欣。
合并后，由于原番禺县和顺德县两者经济实力相当，因此出现一些矛盾。佛山市原副市长、时任顺德大良区区长欧阳洪表示，当时顺德是经济作物区比较富有，而番禺是纯禾田区，因此在领导关系上，番禺变得被动，顺德为主动，一切指令听从顺德。县委会、行政机构和党机构全部设在顺德，由顺德指挥番禺，番禺失去原来的独立性，所以番禺表示不满。当时顺德缺乏粮食和物资，从番禺调配，两边所有的物资由顺德方面进行分配。
1959年6月10日，番顺县分开番禺、顺德两地机构办公，恢复两县建制。

## 行政区划
番顺县下辖大良人民公社、伦敦人民公社、陈村人民公社、沙滘人民公社、勒流人民公社、龙山人民公社、杏坛人民公社、均安人民公社、容桂人民公社、凤城人民公社、番禺人民公社。

## 参阅书目
- 《顺德人顺德事》编辑委员会. . 广东旅游出版社. 2013.12.